# ダービージョッキー
- 競馬のダービーを勝ったことがある騎手。中央競馬では東京優駿（日本ダービー）が該当、地方競馬では例年5月から6月にかけて、全国の地方競馬場で行われる「ダービーシリーズ」のレース。騎手にとっては栄誉であり、憧れであるとされる。
- アスミック・エース エンタテインメントから発売された競馬レースゲームのタイトル。
- 漫画のタイトル。名称は上記に由来。本項にて説明する。

『ダービージョッキー』は、武豊原案による漫画作品。作画／一色登希彦、構成／工藤晋。小学館刊行「週刊ヤングサンデー」に1999年から2004年まで連載された。単行本はヤングサンデーコミックスにて全22巻、小学館文庫にて全11巻で刊行されている。
主人公の少年、上杉圭の騎手としての成長を描く競馬漫画。競馬学校最終年次終盤から騎手生活二年目のダービー当日まで一年半に満たない期間が扱われる。
現役騎手の持つ知識・経験や哲学が作中の競馬学校での養成課程、競馬サークルの様子、レース中・レース前後のリアルな心理などの描写に生かされている。

## あらすじ
競馬学校の騎手課程に所属する上杉圭は、競馬への不適性を理由に処分されるところであった練習馬、フラワーカンパニーの能力を看破する。課程終盤の中山競馬場での模擬レースにてフラワーカンパニーと上杉とのコンビは優勝をつかみかけるが、フラワーカンパニーに骨折が発生し、同馬は競走中止、薬殺処分を受ける。上杉はこの事故により騎手への道を諦めかけるが、フラワーカンパニーの馬主だった加奈崎由香にフラワーカンパニーの弟トビオを見せられ、改めて騎手になることを決める。
騎手課程を修了し、騎手になった上杉は栗東の武上厩舎に所属。調教師武上喜十郎とその孫娘の茜、先輩騎手安斉遼、川中島徹、競馬学校の同期生たちと関わりながら騎手としてのキャリアを積み上げていき、菊花賞勝利、イギリスでのレース勝利など新人離れした成績を残す。
秋になり、トビオ(後の登録馬名はラフカットジュエル)が育成を終えて武上厩舎に来る。馬主が加奈崎、調教師が武上、とフラワーカンパニーと同じ体制でダービーを目指すこととなる。上杉はトビオとのコンビを望むがフラワーカンパニーとの縁だけで騎乗できるわけでもなく、更なる実績を求められるようになる。
ダービーで戦うライバルが絞られる中、強大な海外競馬グループ「アーケイディア」の所有馬ザワールドのダービー参戦が明らかになる。同馬を調教していたのは、15年前に姿を消していた上杉の父親健一郎であった。競馬に興味をもつきっかけとなった父親に会ってしまったこと、競走中に事故に遭いかけたことなどが重なり、上杉は意欲をなくしてしまう。
茜や加奈崎の助けで復調したかに見える上杉であるが、日本の競馬最高峰、ダービーで戦える状況であるかどうかは本人にもわからない。ダービー二週間前になり、上杉健一郎の失踪の原因、武上家と上杉との因縁が明かされる。更にダービー前週に先輩騎手の騎乗パフォーマンスをみて、レースで走ることの意味を再確認した上杉は競馬への情熱を取り戻し、ダービー本戦に臨むこととなる。

## 登場人物

### 騎手

#### 関東所属
曽我竜一
先輩騎手。
真田克巳
上杉圭と同期の新人騎手。調教師の父親を持つ。当初より競馬の経済的側面を強調し、上杉と度々衝突する。

#### 関西所属
安斉遼
日本のトップ騎手。武上厩舎への所属経験があり、川中島の後輩、上杉の先輩にあたる。
上杉圭
主人公。
鷹山優
上杉圭と同期の新人騎手。調教師の父親を持つ(武上厩舎と鷹山厩舎は隣同士)。
小林完二
上杉圭と同期の新人騎手。
川中島徹
ベテラン騎手。武上厩舎への所属経験あり。武上修一と同期。15年前のダービーで武上修一の騎乗馬を引き継ぎ優勝する。
島田里美
上杉圭と同期の新人騎手。
武上修一
武上喜十郎の娘婿であり茜の父親。川中島とは同期。15年前のダービーで優勝候補の馬に騎乗予定であったが、レースの直前に交通事故に遭い死亡。

#### 地方
相馬一人
上杉圭と同期(ただし課程中途で退学)。道営に所属していたが、ダービーへの出場を目指して高崎に移籍。

#### 海外
アルベルト・カスティリオーニ
ジャン・フランソワ・リオタール

### 調教師・スタッフ

#### 美浦トレーニングセンター所属
寺井晶夫
真田
大野岩男
関ヶ原秀則
関東のトップ調教師。ザワールドでダービーに参戦。寺井の師匠にあたる。

#### 栗東トレーニングセンター所属
武上喜十郎
ベテラン調教師。元騎手。調教師を引退して厩舎解散の予定であったが、トビオのために引退を延期する。
宮崎権三
ベテラン調教師。元騎手で武上喜十郎と同期。
鷹山
五十嵐

#### 地方競馬所属
大月雷太郎
道営所属。
能登山
高崎所属。

#### その他
上杉健一郎
上杉圭の父親。15年前まで一介の競馬ファンとして競馬に関わっていたが失踪。海外で調教スタッフとしての知識習得と経験を積み重ね、「アーケイディア」の主要スタッフとしてダービーに参戦する。

#### スタッフ
曽根川純男
武上厩舎の若手スタッフ。
山田みさを
武上厩舎の若手スタッフ。ラフカットジュエルを担当。
堺
鷹山厩舎のベテランスタッフ。シャイニングスターを担当。

### 馬主
加奈崎由香
大蔵孝太郎

### 生産者
村上智
日高で村上牧場を経営。

### その他
武上弓子
武上喜十郎の娘で修一の妻、茜の母親。
武上茜
武上喜十郎の孫娘。15年前のダービー直前に父親を亡くす。後の上杉の彼女。
上杉今日子
上杉圭の母親。夫健一郎の失踪後弁当屋の経営を引き継ぎ、料理教室など事業を広げる。
片桐達彦
スポーツサンデー記者。上杉の可能性に注目する。
柴崎ハジメ
上杉の幼馴染。現J1のサッカー選手。
丸山
上杉料理教室スタッフ。小林完二と相思相愛。

## 登場する競走馬
- 3歳馬（作中では2歳～3歳）
  - ラフカットジュエル
  - シャイニングスター
  - ザワールド
  - ブラックカイザー
  - チェリーブラッサム
  - ハッピーゴーラッキー
- 古馬（作中では3歳～4歳）
  - ネオフィリア
  - ビアンカ
- その他
  - フラワーカンパニー